# Copa Intercontinental 1987
La Copa Intercontinental 1987 fue la vigésimo sexta edición del torneo que enfrentaba al campeón de la Copa Libertadores de América con el campeón de la Copa de Campeones de Europa. Se llevó a cabo, por octava vez consecutiva, en un único encuentro jugado el 13 de diciembre de 1987 en el Estadio Nacional de la ciudad de Tokio, en Japón.
El partido fue disputado por Peñarol de Uruguay, campeón de la Copa Libertadores 1987, y Porto de Portugal, campeón de la Copa de Campeones de Europa 1986-87. Luego de los 90 minutos reglamentarios, el resultado fue de 1:1, lo que obligó la disputa de una prórroga, en la que finalmente el cuadro europeo acabó llevándose la victoria con un tanto convertido a los 109 minutos. Fue el primer título de Porto en el certamen y la primera vez en la que un equipo portugués se consagraba campeón del mundo.
Esta edición de la copa es recordada por una fuerte nevada que cayó en el campo de juego antes y durante el partido, lo que provocó que el terreno se hallara en malas condiciones, afectando notablemente el desarrollo del encuentro.

## Equipos participantes
| UEFA (Europa)         |  | Porto   |  | Campeón de la Copa de Campeones de Europa (1986-87) |
| CONMEBOL (Sudamérica) |  | Peñarol |  | Campeón de la Copa Libertadores de América (1987)   |

## Sede
| Japón               |          |
| Ciudad              | Estadio  |
| Tokio               | Nacional |
|                     |          |
| 57 363 espectadores |          |

## Ficha del partido
| 1          | POR        | Józef Młynarczyk |     |
| 2          | DEF        | João Pinto       |     |
| 3          | DEF        | Augusto Inácio   |     |
| 5          | DEF        | Lima Pereira     |     |
| 6          | MED        | Rui Barros       | 61' |
| 4          | MED        | Geraldão         |     |
| 7          | MED        | Jaime Magalhães  |     |
| 8          | MED        | Rabah Madjer     |     |
| 10         | MED        | António Sousa    |     |
| 9          | DEL        | Fernando Gomes   |     |
| 11         | DEL        | António André    |     |
| Entrenador | Entrenador | Tomislav Ivić    |     |

| 1          | POR        | Eduardo Pereira          |     |
| 2          | DEF        | Marcelo Rotti            |     |
| 3          | DEF        | Obdulio Trasante         |     |
| 4          | DEF        | José Herrera             | 95' |
| 6          | DEF        | Alfonso Domínguez        |     |
| 5          | MED        | José Perdomo             |     |
| 8          | MED        | Eduardo da Silva         |     |
| 10         | MED        | Ricardo Viera            |     |
| 7          | MED        | Daniel Vidal             |     |
| 11         | DEL        | Jorge Cabrera            | 46' |
| 9          | DEL        | Diego Aguirre            |     |
| Entrenador | Entrenador | Óscar Washington Tabárez |     |

| 13 | MED | Quim | 61' |

| 15 | MED | Gustavo Matosas | 46' |
| 13 | MED | Jorge Gonçalves | 95' |

| Anotado | 41'  | Fernando Gomes | 1:0 |
| Anotado | 109' | Rabah Madjer   | 2:1 |

| Anotado | 80' | Ricardo Viera | 1:1 |

| Árbitro             | Franz Wöhrer  |
| Árbitros asistentes | Na Yoon Shik  |
| Árbitros asistentes | Shizuo Takada |

| 1          | POR        | Józef Młynarczyk |     |
| 2          | DEF        | João Pinto       |     |
| 3          | DEF        | Augusto Inácio   |     |
| 5          | DEF        | Lima Pereira     |     |
| 6          | MED        | Rui Barros       | 61' |
| 4          | MED        | Geraldão         |     |
| 7          | MED        | Jaime Magalhães  |     |
| 8          | MED        | Rabah Madjer     |     |
| 10         | MED        | António Sousa    |     |
| 9          | DEL        | Fernando Gomes   |     |
| 11         | DEL        | António André    |     |
| Entrenador | Entrenador | Tomislav Ivić    |     |

| 1          | POR        | Eduardo Pereira          |     |
| 2          | DEF        | Marcelo Rotti            |     |
| 3          | DEF        | Obdulio Trasante         |     |
| 4          | DEF        | José Herrera             | 95' |
| 6          | DEF        | Alfonso Domínguez        |     |
| 5          | MED        | José Perdomo             |     |
| 8          | MED        | Eduardo da Silva         |     |
| 10         | MED        | Ricardo Viera            |     |
| 7          | MED        | Daniel Vidal             |     |
| 11         | DEL        | Jorge Cabrera            | 46' |
| 9          | DEL        | Diego Aguirre            |     |
| Entrenador | Entrenador | Óscar Washington Tabárez |     |

| 13 | MED | Quim | 61' |

| 15 | MED | Gustavo Matosas | 46' |
| 13 | MED | Jorge Gonçalves | 95' |

| Anotado | 41'  | Fernando Gomes | 1:0 |
| Anotado | 109' | Rabah Madjer   | 2:1 |

| Anotado | 80' | Ricardo Viera | 1:1 |

| Árbitro             | Franz Wöhrer  |
| Árbitros asistentes | Na Yoon Shik  |
| Árbitros asistentes | Shizuo Takada |

|                     |
| Bandera de Portugal |
| Campeón Porto       |
| 1.er título         |